# Lleó americà
El lleó americà (Panthera atrox) és una subespècie extinta de lleó, endèmica de les Amèriques durant el Plistocè i principis de l'Holocè.
Fou una de les subespècies de fèlid més grosses que han existit mai i el lleó més gros conegut, una mica més gros que el lleó de les estepes, del Plistocè inferior, i aproximadament un 25% més gros que el lleó africà d'avui en dia. Algunes estimacions del seu pes arriben fins a 380 kg.